# 伊利拉巴勒坎火山
伊利拉巴勒坎火山是印度尼西亞的火山，位於龍布陵島西南部，海拔高度1,018米，山頂有四個火山口，其中一個有火山穹丘，附近有火山噴氣孔。